# جوزيف فيكتور غونزاليس
جوزيف فيكتور غونزاليس هو مصمم رقص ماليزي، ولد في 22 يونيو 1960 في كوالالمبور في ماليزيا.